# Digré
Digré est une commune rurale située dans le département de Zorgho de la province du Ganzourgou dans la région Plateau-Central au Burkina Faso.

## Géographie
Digré est situé à environ 10 km à l'est de Zorgho, le chef-lieu du département et de la province.

## Économie
L'activité économique principale du village repose sur l'élévage et les cultures maraîchères de subsistance et de rente permis par l'irrigation issue de la retenue d'eau du barrage en remblai de Digré (d'une capacité de 100 000 m2), réhabilité en 2019 avec les communautés villageoises pour la main d'œuvre et l'Association pour le développement des villages de Zorgho (ADVZ) pour le financement de 39 millions de CFA (environ 60 000 euros) réunis par le Conseil général de l'Essonne, la Région Île-de-France et le Rotary Club de Verrières-le-Buisson.

## Santé et éducation
Digré accueille un centre de santé et de promotion sociale (CSPS) tandis que le centre médical avec antenne chirurgicale (CMA) se trouve à Zorgho.